# Байдиков Григорій Ілліч
Григóрій Іллíч Байдикóв ( Байков, Байдило; нар. 1899) — кобзар св. Олександрівськ, (Олексіївка) Харківщина. Вчився у Гната Гончаренка.